# TCTEX1D1
TCTEX1D1 (англ. Tctex1 domain containing 1) – білок, який кодується однойменним геном, розташованим у людей на 1-й хромосомі. Довжина поліпептидного ланцюга білка становить 179 амінокислот, а молекулярна маса — 20 730.
| 10         |  | 20         |  | 30         |  | 40         |  | 50         |
| ---------- |  | ---------- |  | ---------- |  | ---------- |  | ---------- |
| MMMSDNAKGR |  | AAHSWKKRGS |  | ISSLSNHEFW |  | RKEIHGRIKD |  | SMSTVSYMEE |
| PSQRDDISRL |  | TVQMENTYQL |  | GPPKHFPVVT |  | VNHILKDVVT |  | SYLQVEEYEP |
| ELCRQMTKTI |  | SEVIKAQVKD |  | LMIPRYKLIV |  | IVHIGQLNRQ |  | SILIGSRCLW |
| DPKSDTFSSY |  | VFRNSSLFAL |  | ANVYAVYLE  |  |            |  |            |

A: Аланін

C: Цистеїн

D: Аспарагінова кислота

E: Глутамінова кислота

F: Фенілаланін

G: Гліцин

H: Гістидин

I: Ізолейцин

K: Лізин

L: Лейцин

M: Метіонін

N: Аспарагін

P: Пролін

Q: Глутамін

R: Аргінін

S: Серин

T: Треонін

V: Валін

W: Триптофан

Задіяний у такому біологічному процесі, як альтернативний сплайсинг. 